# Entedon coquillettii
Entedon coquillettii är en stekelart som beskrevs av Riley 1889. Entedon coquillettii ingår i släktet Entedon och familjen finglanssteklar. Inga underarter finns listade i Catalogue of Life.